# HKB Bank
Die HKB Bank GmbH ist eine deutsche Bank mit Sitz in Frankfurt am Main. Das Finanzinstitut ist auf Geldanlagen und Immobiliendarlehen spezialisiert. Es werden Tagesgeld- und Festgeldanlagemöglichkeiten angeboten.

## Geschichte

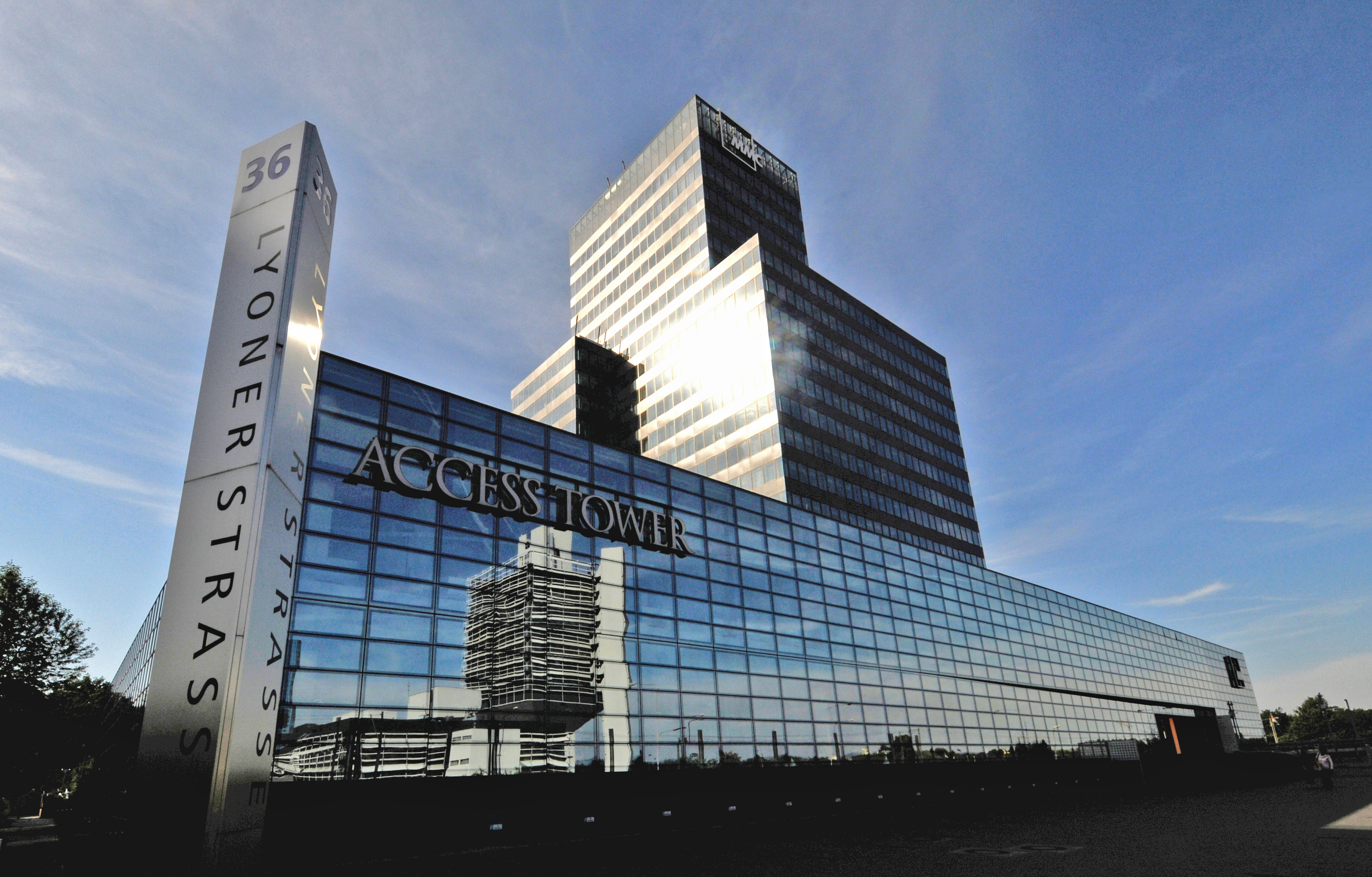
Firmensitz der HKB Bank in Frankfurt am Main

Ursprünglich wurde die Bank im Jahr 1958 als klassische Filialbank „Handel und Kredit GmbH & Co. KG“ in der nordrhein-westfälischen Stadt Altena von Wilhelm Gschwendter gegründet. Sie fungierte als Privatbank und betrieb gleichzeitig ein Handelsgeschäft. Von 2004 bis 2010 gehörte die Bank zur Cerberus-Gruppe, die die Bank übernommen hatte, um zusammen mit der Postbank den Baufinanzierer BHW zu übernehmen. Die Handel und Kredit GmbH & Co. KG hatte 2006 eine Bilanzsumme von über 190 Mio. Euro und 2007 eine Bilanzsumme von über 135 Mio. Euro. Im Januar 2010 wurde die HKB Bank von niederländischen Investoren übernommen. Die Bankfilialen wurden Ende 2010 geschlossen. Um die Produkte nicht nur regional anzubieten, wurde 2011 der Wandel zur Direktbank vollzogen und der Firmensitz in die Bankenmetropole Frankfurt am Main verlegt. Seitdem wird die Bank als Spezialbank für Baufinanzierung und Geldanlage geführt.
Im November 2012 erließ die BaFin ein Einlagenannahme- und Kreditverbot, das im Juli 2015 aufgehoben wurde. Seitdem darf die Bank jedoch nur Einlagen von max. 10.000 Euro pro Kunde annehmen. Die gesamten Kundeneinlagen dürfen 38,95 Mio. Euro nicht überschreiten, Groß- und Organkredite darf sie nicht vergeben.
Im Juni 2017 wurde erneut ein Einlagenannahme- und Kreditverbot durch die BaFin erlassen. Zuvor beschlossen die Gesellschafter, jegliches Neugeschäft einzustellen und Kundeneinlagen sowie das Kreditportfolio vollständig abzubauen. Infolgedessen sanken die Kundeneinlagen von 32,2 Mio. EUR Ende 2016 auf 7,7 Mio. EUR Ende 2018.